# تیم ملی بسکتبال آلمان شرقی
تیم ملی بسکتبال آلمان شرقی بین سالهای ۱۹۷۳ و ۱۹۵۵ نماینده آلمان شرقی بود.

## تاریخچه
پس از جنگ جهانی دوم، فقط یک تیم ملی بسکتبال آلمان وجود داشت. در قهرمانی اروپا ۱۹۵۳ یک تیم آلمانی متحد با چهار بازیکن آلمانی شرقی به رقابت پرداخت و چهاردهمین دوره این رقابت‌ها به پایان رسید. در قهرمانی اروپا ۱۹۵۹ در استانبول، بر خلاف همتای خود از آلمان غربی، تیم ملی آلمان شرقی موفق به کسب رتبه هفدهم شد.
اولین مسابقه بین آلمان شرقی و غربی در سال ۱۹۶۰ در مرحله انتخابی المپیک تابستانی انجام شد. علی‌رغم عدم محبوبیت بسکتبال در آلمان شرقی، تیم بسکتبال آلمان غربی تا سال ۱۹۷۳ طول کشید تا اولین پیروزی خود را برابر آلمان شرقی که به سبک بازی‌های منضبط به نمایش می‌گذاشتند بدست آورد.
در قهرمانی اروپا ۱۹۶۱ در بلگراد، آلمان شرقی با ۱۲ امتیاز و عملکرد بهتر نسبت به آلمان غربی در رتبه دوازدهم قرار گرفت.
به‌طور کلی، تیم ملی بسکتبال آلمان شرقی بزرگترین موفقیت خود را در قهرمانی اروپا ۱۹۶۳ در وروتسواو کسب کرد. پس از چهار پیروزی و سه باخت در مرحله مقدماتی، آلمان شرقی به عنوان سومین (پشت برنده مسابقات اتحاد جماهیر شوروی و نایب قهرمان لهستان) در گروه B. از آنجایی که تنها دو مقام اول به مرحله نیمه نهایی راه پیدا کردند، آلمان شرقی صاحب امتیاز شد. بازی در رده‌بندی بلژیک و بلغارستان. آلمان شرقی پس از شکست بلژیک (۸۱ بر ۳۵)، مقابل بلغارستان (۷۷ بر ۶۲) باخت و رتبه ششم را کسب کرد. به گفته بسیاری از کارشناسان، آلمان شرقی یکی از بزرگترین شگفتی‌های این مسابقات بود.
در قهرمانی اروپا ۱۹۶۵ در مسکو / تفلیس، تیم آلمان شرقی نتوانست عملکرد چشمگیر خود را دو سال قبل تکرار کند. با این حال، در این رقابت‌ها با ۴ امتیاز از رقبای آلمان غربی پیشی گرفت و با ۱۶ امتیاز به رتبه دهم رسید. در آخرین حضور خود در قهرمانی اروپا ۱۹۶۷ در هلسینکی / تامپره، آلمان شرقی رتبه چهاردهم را کسب کرد. آلمان غربی جواز این مسابقات را کسب نکرد. با وجود برخی از عملکردهای خوب در مسابقات بسکتبال اروپا، تیم ملی بسکتبال آلمان شرقی هرگز در مسابقات جهانی یا المپیک تابستانی جواز این مسابقات را کسب نکرد.

## منحل شدن تیم
در سال ۱۹۶۹، حزب اتحاد سوسیالیست آلمان تصمیم گرفت حمایت خود را در درجه نخست به ورزشهایی معطوف کند که به احتمال زیاد نشان می‌گیرند و در مسابقات بین‌المللی امتیاز کسب می‌کنند. از آنجا که بسکتبال یک ورزش تیمی است که بر خلاف ورزش‌های انفرادی، کل تیم می‌تواند تنها یک نشان المپیک را بدست آورد، حمایت قابل توجهی از دولت را از دست داد. سرانجام، بازیکنان بسکتبال خود را از سفر به کشورهای غیر سوسیالیستی ممنوع اعلام کردند و حمایت مالی و ارتقاء استعدادها را بی حد و حصر محدود شد. این به معنای پایان موفقیت بسکتبال آلمان شرقی بود که پس از ۱۹۷۳ کاملاً واگذار شد.